# 서문여자중학교
서문여자중학교(瑞文女子中學校)는 대한민국 서울특별시 서초구 방배동에 있는 사립 중학교이다.

## 학교 연혁
- 1952년 3월 20일 : 수도영수학원 설립 인가
- 1953년 4월 22일 : 수도고등학원 설립 인가
- 1954년 5월 22일 : 재단법인 배문학원 설립(설립자 성산 조서희 선생)
- 1954년 5월 22일 : 초대 이사장 조서희 선생 취임
- 1972년 12월 29일 : 학교법인 배문학원을 학교법인 성산학원으로 명칭 변경
- 1978년 12월 15일 : 교사 준공(5층 25교실)
- 1978년 12월 29일 : 본교 설립 인가(각 학년 14학급)
- 1979년 3월 5일 : 개교식 및 제1회 입학식(980명)
- 1981년 8월 31일 : 신관 준공(340평)
- 1982년 2월 10일 : 제1회 978명 졸업
- 1982년 11월 30일 : 교사 증축(남쪽 연장분)
- 1999년 5월 6일 : 별관 준공
- 2011년 1월 17일 : 성산관 준공(지하1층, 지상5층, 연면적 4745.93m2)
- 2011년 5월 16일 : 학교법인 성산학원 제5대 이사장 조하급 박사 취임
- 2013년 2월 25일 : 학생 식당 준공(연면적 899m2)
- 2013년 5월 22일 : 오천홀 준공(연면적 945.4m2)
- 2022년 9월 1일 : 제15대 교장 류경상 선생 취임
- 2023년 2월 9일 : 제42회 231명 졸업(총 졸업생 수 21,203명)
- 2023년 3월 2일 : 제45회 신입생 216명 입학

## 참고 자료
- 서문여자중학교 - 한국교육학술정보원 학교알리미